# Thisong Decän
Thisong Decän (tibetsky: ཁྲི་སྲོང་ལྡེ་བཙན།, Wylie: khri srong lde btsan) byl tibetský panovník, který zde vládl od roku 755 až do roku 797 nebo 804. Měl pět manželek, přičemž všechny pocházely z urozených rodin. Podle buddhistické tradice byla jeho manželka i žena, která byla vtělením Táry, ženské bódhisattvy. Je znám zejména pro svůj kladný vztah k buddhismu a tím, že se zasloužil o jeho šíření.